# 霍氏突吻鱈
霍氏突吻鱈，為輻鰭魚綱鱈形目鼠尾鱈科的其中一種，分布於印度洋阿拉伯海西部及孟加拉灣海域，體長可達41公分，屬深海底棲性魚類，深度2300-2820公尺，棲息在底層水域，生活習性不明。

## 扩展阅读
維基物種上的相關：霍氏突吻鱈